# Туркі Аль-Шейх
Туркі бін Абдул Мохсен Аль-Шейх (араб. تركي بن عبد المحسن بن عبد اللطيف آل الشيخ; народився 4 серпня 1981 року) — саудівець, радник при Королівському дворі Саудівської Аравії в ранзі міністра та голова Головного управління з питань розваг (GEA) в Саудівській Аравії. Як голові GEA, Аль-Шейху приписують заслуги в проведенні провідних важливих подій в Саудівській Аравії, включаючи безпрецедентне відродження країни на спортивних і культурних аренах.
Аль-Шейх також є головою Спортивної федерації ісламської солідарності (ISSF), а раніше був почесним президентом Ат-Таавуна в Бурайді.

## Кар'єра
Аль-Шейх закінчив Коледж безпеки імені короля Фахда у 2001 році, здобувши ступінь бакалавра наук з безпеки. Він отримав сертифікати з кримінології, розслідувань, управління ризиками та загального менеджменту. Потім він працював у кількох урядових секторах, включаючи Міністерство внутрішніх справ, Емірат Ер-Ріяд та офіс міністра оборони та спадкоємного принца. У 2015 році він був призначений радником королівського двору, а пізніше, у 2017 році, його підвищили до королівського радника в ранзі міністра.
У вересні 2017 року було видано королівський указ про призначення Аль-Шейха новим головою Головного управління спорту.
У грудні 2018 року він був призначений головою Головного управління розваг. Аль-Шейх є головою Спортивної федерації ісламської солідарності (ISSF), а раніше був почесним президентом клубу «Аль-Таавун» у Бурайді.
З 2018 по 2019 рік він був власником єгипетського клубу «Пірамідс». 2 серпня 2019 року став власником іспанського клубу «Альмерія», змінивши на цій посаді Альфонсо Гарсіа Габаррона.
Туркі Аль-Шейх заявив ESPN, що планує виправити «зламаний» бокс.

## Нагороди
- У 2017 році Аль-Шейх отримав нагороду Арабської спортивної культури й був названий найвпливовішою арабською спортивною особистістю року на 12-й Дубайській міжнародній спортивній конференції.[13]
- У 2018 році він отримав нагороду «Арабська спортивна особистість»[14].